# Кулаков, Владимир Григорьевич
Влади́мир Григо́рьевич Кулако́в (род. 23 апреля 1944, Комсомольск-на-Амуре, Хабаровский край, СССР) — российский государственный деятель. член Совета Федерации с 2009 по 2011 год. Губернатор Воронежской области в 2000—2009 годах. Бывший начальник Управления ФСБ по Воронежской области, генерал-майор.

## Биография
Владимир Григорьевич Кулаков родился 23 апреля 1944 года в Комсомольске-на-Амуре Хабаровского края. Его родители были строителями, и этот факт повлиял на становление Владимира в молодые годы. Через некоторое время семья Кулаковых переехала в Семилукский район Воронежской области, где прошло детство и юность Владимира Григорьевича.
Владимир Кулаков поступил на факультет радиофизики Политехнического института, тем не менее во многом решил пойти по стопам родителей. Он поехал в Актюбинскую область, где занимался строительством жилья, кошар для овец, а также лепил кирпичи-сырцы под названием саманы.
Делается он так: глина и солома перемешиваются, укладываются в большую форму и сохнут до полной кондиции. Это, между прочим, самой прибыльной работой считалось. Но дело это очень тяжелое: день лопатой поразмешиваешь, утром встаешь – пальцы не разгибаются. Вся рука – в кровавых мозолях. Правда, никто не хныкал, забинтуешь ладони – и вперед, на работу. Там характеры закалялись, дружба скреплялась, взаимовыручка…Степь, зной, ужасная несусветная жара. И – змеи, ну просто море ядовитых змей. Особенно много их почему-то было в 1964 году. Поэтому рабочая форма была такая: сапоги, плавки и что-нибудь на голове.Из интервью Владимира Кулакова журналисту Дмитрию Дьякову.
В 1966 году окончил радиотехнический факультет Воронежского политехнического института по специальности «Радиофизика». Кандидат экономических наук.
В 1969 году после окончания Высших курсов КГБ в г. Минске начал работу в органах госбезопасности в должности оперуполномоченного.
В 1983—1987 годах возглавлял отдел контрразведки в Воронежском управлении КГБ. После этого несколько лет проработал в центральном аппарате КГБ, был в зарубежной командировке.
В 1991 году назначен начальником Управления КГБ по Воронежской области (впоследствии Управления ФСБ).
24 декабря 2000 года избран главой Администрации Воронежской области, получив 60 % голосов избирателей. В 2004 году переизбран на второй срок, набрав 52,5 % голосов, при явке 63 процента.
С 29 декабря 2000 по 12 марта 2009 года — губернатор Воронежской области.
С 27 сентября 2005 по 30 марта 2006 года — член президиума Государственного совета Российской Федерации.
С 19 мая 2009 по 3 ноября 2011 года — член Совета Федерации Федерального Собрания Российской Федерации.
Женат, имеет двух сыновей.

## Награды и почётные звания
- Орден «За заслуги перед Отечеством» IV степени (23 марта 2009) — за большой вклад в социально-экономическое развитие области и многолетнюю добросовестную работу[4]
- Орден «За военные заслуги» (1999)
- Орден Почёта (28 февраля 2004) — за большой вклад в социально-экономическое развитие области[5]
- Медаль ордена «За заслуги перед Отечеством» II степени (1995)
- Медаль «За трудовое отличие» (1983)
- Медаль «За безупречную службу» I, II и III степеней
- Почётная грамота Правительства Российской Федерации (7 мая 2001) — за высокие достижения в подготовке граждан Российской Федерации к военной службе, организации и проведении призыва на военную службу в 2000 году[6]
- Благодарность Правительства Российской Федерации (21 апреля 2004) — за многолетнюю плодотворную деятельность по укреплению экономики и совершенствованию социальной сферы Воронежской области[7]
- Медаль «За труды во благо земли Воронежской» (19 апреля 2024) — за большой личный вклад в социально-экономическое развитие Воронежской области и в связи с 80-летием со дня рождения
- Знак «За службу в контрразведке»
- Почётный сотрудник госбезопасности СССР
- Лауреат национальной премии бизнес-репутации «Дарин» Российской Академии бизнеса и предпринимательства в 2003 г.
- в 2008 году орден Владимира Мономаха (номинация «За укрепление государственности в России»)[8]